# 诺伊基兴-巴尔比尼
诺伊基兴-巴尔比尼是德国巴伐利亚州的一个市镇。总面积47.29平方公里，总人口1108人，其中男性581人，女性527人（2011年12月31日），人口密度23人/平方公里。